# Family (britanski glazbeni sastav)

Family  je engleski rock sastav iz Leicestera. Osnovan je 1966. godine. Prepoznatljivi su bili po progresivnom rocku. Familyjeva glazba okušala se i u drugim žanrovima, pa je njihov zvuk sadržavao elemente narodne glazbe, psihodelije, acid rocka, fuzije i rock and rolla. Proslavili su se u Ujedinjenom Kraljevstvu albumima, klupskim i koncertnim turnejama te sudjelovanjem na festivalima.
Family je osnovan kasne 1966. u Leicesteru od preostalih članova sastava prethodno znanog kao The Farinas i poslije nakratko kao The Roaring Sixties, čiji je zvuk bio zasnovan na R&B-u. Izvorna postava The Farinasa bila je John "Charlie" Whitney, Tim Kirchin, Harry Ovenall (rođen kao Richard Harry Ovenall, 12. rujna 1943., Peterborough, Cambridgeshire) i Jim King, a koja se formirala u Leicester Art Collegeu 1962. 

## Osoblje

### Glazbenici
- Roger Chapman – vokal, usna harmonika, tenor saksofon, udaraljke (1966–1973, 2013)
- John "Charlie" Whitney – gitara, sitar, klavijature (1966–1973)
- Jim King – saksofon, usna harmonika, tin whistle, piano, vokal (1966–1969; umro 2012)
- Ric Grech – bas-gitara, violina, violončelo, vokal (1966–1969; umro 1990)
- Harry Ovenall – bubnjevi, udaraljke (1966–1967)
- Rob Townsend – bubnjevi, udaraljke (1967–1973, 2013)
- John Weider – bas-gitara, gitara, violina (1969–1971)
- John "Poli" Palmer – klavijature, flauta, vibrafon, sintesajzer (1969–1972, 2013)
- John Wetton – bas-gitara, gitara, vokal (1971–1972)
- Jim Cregan – bas-gitara, gitara (1972–1973, 2013)
- Tony Ashton – klavijature, harmonika, mellotron, vokal (1972–1973; umro 2001)

### Sesijski glazbenici
- Dave Mason – mellotron (na Music in a Doll's House)
- Nicky Hopkins – klavijature (na Family Entertainment)
- Geoff Whitehorn – gitara (2013)
- John Lingwood – bubnjevi, udaraljke (2013)
- Gary Twigg  – bas-gitara (2013)
- Paul Hirsh – klavijature (2013)
- Nick Payn – saksofon, usna harmonika (2013)

### Producenti
- John Gilbert – Music in a Doll's House i Family Entertainment (izvršni producent)
- Dave Mason – Music in a Doll's House
- Jimmy Miller – Music in a Doll's House
- Glyn Johns – Family Entertainment
- George Chkiantz – A Song for Me, Anyway, Fearless, Bandstand, It's Only a Movie

### Studijski albumi
- Music in a Doll's House (UK & US Reprise, 1968.)
- Family Entertainment (UK & US Reprise, 1969.)
- A Song for Me (UK & US Reprise, 1970.)
- Anyway (UK Reprise & US United Artists, 1970.)
- Fearless (UK Reprise & US United Artists, 1971.)
- Bandstand (UK Reprise & US United Artists, 1972.)
- It's Only a Movie (UK Raft & US United Artists, 1973.)

## Vanjske poveznice
- Family na MusicBrainz
- Family na Rate Your Music
- 45rpm.org.uk – Biografija sastava Family
- A Family Affair – osvrti na Familyjeve albume
- Zeitgeist – osvrti na Familyjeve albume
- Leicester Bands – intervjui s članovima Familyja
- Family Bandstand  Arhivirana inačica izvorne stranice od 5. rujna 2008. (Wayback Machine)
- Family na Allmusic